# Azuré pont-euxin
Aricia anteros
Espèce
L’Azuré pont-euxin (Aricia anteros) est une espèce de lépidoptères (papillons) de la famille des Lycaenidae et de la sous-famille des Polyommatinae, présente dans les Balkans et au Moyen-Orient.

## Systématique
L’espèce Aricia anteros a été décrite par l'entomologiste allemand Christian Friedrich Freyer en 1838, sous le nom initial de Lycaena anteros,.
Synonymes : 
- Lycaena anteros Freyer, 1838 — protonyme
- Ultraaricia anteros (Freyer, 1838)
- Plebeius anteros (Freyer, 1838)

### Sous-espèces
Selon Funet :
- Aricia anteros anteros (Freyer, 1838)
- Aricia anteros modicior Verity, 1938

## Noms vernaculaires
- en français : l’Azuré pont-euxin
- en anglais : Blue Argus[2]

## Description
L’imago d’Aricia anteros est un petit papillon qui présente un important dimorphisme sexuel : le dessus du mâle est bleu bordé de gris avec une frange blanche, celui de la femelle est marron avec une ligne submarginale de taches orange.
Le verso est ocre orné de lignes de points noirs cernés de blanc et d'une ligne submarginale de points orange.

## Biologie

### Période de vol et hivernation
Il vole en une, deux, ou trois générations suivant l'altitude.

### Plantes-hôtes
Ses plantes-hôtes sont des Geranium, Geranium asphodeloides et Geranium sanguineum à basse altitude, Geranium macrorrhizum et Geranium subcaulescens au-dessus de 1 600 mètres.

## Écologie et distribution
Il est présent en Europe dans les Balkans, en Croatie, Serbie, Albanie, dans le sud de la Roumanie et en Grèce, ainsi qu'en Turquie et en Iran,.

### Biotope
Il occupe des clairières et des lieux fleuris.

### Protection
Pas de statut de protection particulier, considéré comme assez commun en Bulgarie.